# Lista najodleglejszych obiektów astronomicznych
W artykule opisano dotychczas odkryte najodleglejsze obiekty astronomiczne, a także przedziały czasu w jakich te obiekty były tak sklasyfikowane.
Odległości obiektów innych niż te, które znajdują się w pobliskich galaktykach, są prawie zawsze mierzone przez kosmologiczne przesunięcie ku czerwieni ich światła. Ze względu na odległość, promieniowanie tych obiektów jest bardzo słabe, a oszacowania ich odległości są trudnym zadaniem i są podatne na błędy. Odległość może zostać określona za pomocą spektroskopii, albo za pomocą techniki fotometrycznego przesunięcia ku czerwieni. Pierwsza metoda jest zarówno bardziej precyzyjna, jak i bardziej niezawodna, gdyż w metodzie fotometrycznej bliżej położony obiekt o niestandardowym widmie może zostać uznany za położony w większej odległości. Z tego względu zbadanie spektroskopowego przesunięcia ku czerwieni jest uznawane za konieczne, aby definitywnie ustalić odległość obiektu, podczas gdy fotometrycznie określone przesunięcia ku czerwieni identyfikują „kandydatów” na bardzo odległe źródła. W poniższych tabelach literą „p” w indeksie dolnym oznaczono wartości przesunięcia ku czerwieni wyznaczone fotometrycznie.

## Obiekty wyraźnie odległe
Tabele zawierają wyłącznie obiekty znajdujące się w odległości co najmniej 13 miliardów lat świetlnych.
1 Gly = 1 miliard lat świetlnych.
| | Nazwa                   | Przesunięcie ku czerwieni (z) | Droga przebyta przez światło* Gly | Typ            | Uwagi                                 |
| --- | ----------------------- | ----------------------------- | --------------------------------- | -------------- | ------------------------------------- |
| | HD1                     | z = 13,27                     | 13,5                              | galaktyka      | [ 2 ] [ 3 ]                           |
| | GN-z11                  | z = 11,09                     | 13,39                             | galaktyka      | galaktyka o potwierdzonej odległości  |
| | MACS1149-JD1            | z = 9.11                      | 13.26                             | galaktyka      | galaktyka o potwierdzonej odległości  |
| | EGSY8p7                 | z = 8,68                      | 13,23                             | galaktyka      | galaktyka o potwierdzonej odległości  |
| | A2744 YD4               | z = 8.38                      | 13.20                             | galaktyka      | galaktyka o potwierdzonej odległości  |
| | GRB 090423              | z = 8,2                       | 13,18                             | rozbłysk gamma | [ 8 ] [ 9 ]                           |
| | EGS-zs8-1               | z = 7,73                      | 13,13                             | galaktyka      | galaktyka o potwierdzonej odległości  |
| | z7 GSD 3811             | z = 7,66                      | 13,11                             | galaktyka      | [ 11 ]                                |
| | z8 GND 5296             | z = 7,51                      | 13,10                             | galaktyka      | galaktyka o potwierdzonej odległości  |
| | A1689-zD1               | z = 7,5                       | 13,10                             | galaktyka      | [ 14 ]                                |
| | SXDF-NB1006-2           | z = 7,215                     | 13,07                             | galaktyka      | [ 15 ] [ 16 ]                         |
| | GN-108036               | z = 7,213                     | 13,07                             | galaktyka      | [ 16 ] [ 17 ]                         |
| | BDF-3299                | z = 7,109                     | 13,05                             | galaktyka      | [ 18 ]                                |
| | ULAS J1120+0641         | z = 7,085                     | 13,05                             | kwazar         | [ 19 ]                                |
| | A1703 zD6               | z = 7,045                     | 13,04                             | galaktyka      | [ 16 ]                                |
| | BDF-521                 | z = 7,008                     | 13,04                             | galaktyka      | [ 18 ]                                |
| | G2-1408                 | z = 6,972                     | 13,03                             | galaktyka      | [ 16 ] [ 20 ]                         |
| | IOK-1                   | z = 6,964                     | 13,03                             | galaktyka      | emiter serii Lymana                   |
| | LAE J095950.99+021219.1 | z = 6,944                     | 13,03                             | galaktyka      | emiter serii Lymana – słaba galaktyka |
| * Przedstawione odległości oznaczają czas podróży światła obiektu, który nie ma bezpośredniego znaczenia w sensie fizycznym. |                         |                               |                                   |                |                                       |

W 2012 roku było znanych około 50 obiektów, których fotometryczne przesunięcie ku czerwieni było równe 8 lub więcej, a kolejne 100 było kandydatami o wartości z = 7, co oszacowano metodą fotometryczną w ramach projektu Hubble eXtreme Deep Field (XDF); obserwacje były prowadzone od połowy roku 2002 do grudnia 2012. Nie wszystkie obiekty zostały tu wymienione.
| Nazwa | Przesunięcie ku czerwieni (z) | Droga przebyta przez światło* Gly | Typ                                      | Uwagi |
| --- | ----------------------------- | --------------------------------- | ---------------------------------------- | --- |
| UDFj-39546284 | zp≅11,9?                      | 13,37                             | protogalaktyka                           | Kandydat na protogalaktykę; ostatnie analizy sugerują, iż prawdopodobnie jest to źródło o mniejszym przesunięciu ku czerwieni.                                |
| MACS0647-JD | zp≅10,7                       | 13,3                              | galaktyka                                | Kandydat na najbardziej odległą galaktykę, której obraz jest powiększony w wyniku soczewkowania grawitacyjnego przez pobliską gromadę galaktyk.               |
| A2744-JD | zp≅9,8                        | 13,2                              | galaktyka                                | Galaktyka jest powiększona i soczewkowana, przez co obserwowane są trzy obrazy obiektu. Najsłabsza znana galaktyka o wartości z~10.                           |
| MACS 1149-JD | zp≅9,6                        | 13,2                              | kandydat na galaktykę lub protogalaktyka | [ 36 ] |
| GRB 090429B | zp≅9,4                        | 13,14                             | rozbłysk gamma                           | Fotometryczne przesunięcie ku czerwieni jest wyznaczone z dużą niepewnością, dolne oszacowanie odpowiada wartości z>7.                                        |
| UDFy-33436598 | zp≅8,6                        | 13,1                              | kandydat na galaktykę lub protogalaktyka | [ 39 ] |
| UDFy-38135539 | zp≅8,6                        | 13,1                              | kandydat na galaktykę lub protogalaktyka | W 2010 zostało wyznaczone spektroskopowe przesunięcie ku czerwieni o wartości z = 8,55, lecz w kolejnych badaniach wykazywano regularnie, iż było ono błędne. |
| BoRG-58 | zp≅8                          | 13                                | gromada lub protogromada                 | kandydat na protogromadę |
| * Przedstawione odległości oznaczają czas podróży światła obiektu, który nie ma bezpośredniego znaczenia w sensie fizycznym. |                               |                                   |                                          | |

## Lista najodleglejszych obiektów w zależności od typu
| Typ                                                                          | Obiekt                                              | Poczerwienienie   | Uwagi |
| ---------------------------------------------------------------------------- | --------------------------------------------------- | ----------------- | --- |
| obiekt astronomiczny dowolnego typu                                          | HD1                                                 | z = 13,27         | Po oszacowaniu odległości na ok. 13,5 mld lat świetlnych, astronomowie ogłosili ją najodleglejszą znaną galaktyką. |
| galaktyka lub protogalaktyka                                                 | HD1                                                 | z = 13,27         | Ogłoszono w kwietniu 2022. |
| gromada galaktyk                                                             | CL J1001+0220                                       | z≅2,506           | Stan na rok 2016 |
| supergromada                                                                 |                                                     |                   | |
| kwazar                                                                       | ULAS J1120+0641                                     | z = 7,085         | [ 19 ] |
| czarna dziura                                                                | ULAS J1120+0641                                     | z = 7,085         | [ 19 ] |
| gwiazda, protogwiazda lub pozostałość po gwieździe (wykryta jako zdarzenie)  | protoplasta GRB 090423                              | z = 8,2           | Rozbłysk GRB 090429B miał fotometryczne przesunięcie ku czerwieni zp≅9,4 i tym samym jest prawdopodobnie bardziej odległy niż GRB 090423, jednak brakuje potwierdzenia w postaci badań spektroskopowych. Szacowana średnia odległość to 13 mld lat świetlnych od Ziemi.                                                                    |
| gwiazda lub protogwiazda lub pozostałość po gwieździe (wykryta jako gwiazda) | SDSS J1229+1122                                     | 55 Mly (17 Mpc)   | Błękitny nadolbrzym oświetla mgławicę w ogonie galaktyki IC 3418. |
| gromada gwiazd                                                               |                                                     |                   | |
| system gromad gwiazd                                                         | gromada kulista w galaktyce eliptycznej za NGC 6397 | 1,2 Gly           | [ 48 ] [ 49 ] [ 50 ] [ 51 ] [ 52 ] |
| dżet promieniowania X                                                        | GB 1428+4217 dżet pobliskiego kwazara               | z = 4,72 12,4 Gly | Poprzedni rekordzista był w odległości 12,2 Gly. |
| mikrokwazar                                                                  | XMMU J004243.6+412519                               | 2,5 Mly           | pierwszy odkryty pozagalaktyczny mikrokwazar |
| planeta                                                                      | SWEEPS-11 b / SWEEPS-04 b                           | 27710 ly          | - Analiza krzywej światła mikrosoczewkującego zdarzenia PA-99-N2 sugeruje obecność planety orbitującej wokół gwiazdy w Galaktyce Andromedy. - Kontrowersyjne mikrosoczewkujące zdarzenie lobe A podwójnie soczewkowanego grawitacyjnie kwazara Q0957+561 sugeruje obecność planety w soczewkującej galaktyce, mającej z = 0,355 (3,7 Gly). |

| Typ                                         | Zdarzenie                                | Poczerwienienie                     | Uwagi |
| ------------------------------------------- | ---------------------------------------- | ----------------------------------- | --- |
| rozbłysk gamma                              | GRB 090423                               | z = 8,2                             | Fotometryczne przesunięcie ku czerwieni GRB 090429B wynosi zp≅9,4 i tym samym jest prawdopodobnie bardziej odległy niż GRB 090423, jednak brakuje potwierdzenia w postaci badań spektroskopowych. |
| zapadnięcie się jądra supernowej            | SN 1000+0216                             | z = 3,8993                          | [ 61 ] |
| supernowa typu Ia                           | SN UDS10Wil                              | z = 1,914                           | [ 62 ] Zobacz też: Lista supernowych . |
| supernowa typu Ia                           | SN SCP-0401 („Mingus”)                   | z = 1,71                            | Po raz pierwszy zaobserwowana w 2004, dopiero w 2013 została zidentyfikowana jako supernowa typu Ia.                                                                                              |
| kosmiczne „odsprzęganie” (era rekombinacji) | powstanie kosmicznego promieniowania tła | z (w przybliżeniu): od 1000 do 1089 | [ 65 ] [ 66 ] |

## Chronologiczny wykaz najodleglejszych znanych obiektów
Przedstawione obiekty – w chwili ustalenia ich odległości – były klasyfikowane jako najodleglejsze znane obiekty. Często jednak data ich odkrycia oraz data określenia ich odległości są różne.
Odległości obiektów można zmierzyć metodą paralaksy, świec standardowych jak np. cefeidy lub supernowa typu Ia, bądź też pomiarów przesunięcia ku czerwieni. Przesunięcie ku czerwieni jest z największą pewnością wyznaczone metodą spektroskopową, do identyfikowania kandydatów na odległe źródła jest również używane fotometryczne przesunięcie ku czerwieni.
| Obiekt                                                                                            | Typ                                   | Data                   | Poczerwienienie / odległość                                                                | Uwagi |
| ------------------------------------------------------------------------------------------------- | ------------------------------------- | ---------------------- | ------------------------------------------------------------------------------------------ | --- |
| HD1                                                                                               | galaktyka                             | 2022 –                 | z = 13,27                                                                                  | [ 43 ] [ 44 ] |
| EGSY8p7                                                                                           | galaktyka                             | 2015 – 2016            | z = 8,68                                                                                   | [ 67 ] [ 68 ] [ 69 ] [ 70 ] |
| protoplasta GRB 090423 / pozostałość po GRB 090423                                                | protoplasta / pozostałość po GRB      | 2009 – 2015            | z = 8,2                                                                                    | [ 9 ] [ 71 ] |
| IOK-1                                                                                             | galaktyka                             | 2006 – 2009            | z = 6,96                                                                                   | [ 71 ] [ 72 ] [ 73 ] [ 74 ] |
| SDF J132522.3+273520                                                                              | galaktyka                             | 2005 – 2006            | z = 6,597                                                                                  | [ 74 ] [ 75 ] |
| SDF J132418.3+271455                                                                              | galaktyka                             | 2003 – 2005            | z = 6,578                                                                                  | [ 75 ] [ 76 ] [ 77 ] [ 78 ] |
| HCM-6A                                                                                            | galaktyka                             | 2002 – 2003            | z = 6,56                                                                                   | Galaktyka jest soczewkowana przez gromadę galaktyk Abell 370. Była ona pierwszą galaktyką niebędącą kwazarem, której przesunięcie ku czerwieni przekroczyło wartość 6. Ponadto jest ono większe od przesunięcia kwazara SDSSp J103027.10+052455.0 (z = 6,28) |
| SDSS J1030+0524 (SDSSp J103027.10+052455.0)                                                       | kwazar                                | 2001 – 2002            | z = 6,28                                                                                   | [ 83 ] [ 84 ] [ 85 ] [ 86 ] [ 87 ] [ 88 ] |
| SDSS 1044-0125 (SDSSp J104433.04-012502.2)                                                        | kwazar                                | 2000 – 2001            | z = 5,82                                                                                   | [ 89 ] [ 90 ] [ 87 ] [ 88 ] [ 91 ] [ 92 ] [ 93 ] |
| SSA22-HCM1                                                                                        | galaktyka                             | 1999 – 2000            | z>=5,74                                                                                    | [ 90 ] [ 94 ] |
| HDF 4-473.0                                                                                       | galaktyka                             | 1998 – 1999            | z = 5,60                                                                                   | [ 94 ] |
| RD1 (0140+326 RD1)                                                                                | galaktyka                             | 1998                   | z = 5,34                                                                                   | [ 95 ] [ 96 ] [ 97 ] [ 94 ] [ 98 ] |
| CL 1358+62 G1 & CL 1358+62 G2                                                                     | galaktyki                             | 1997 – 1998            | z = 4,92                                                                                   | Były to najbardziej odległe obiekty odkryte w tym czasie. Okazało się, iż para galaktyk była soczewkowana przez gromadę CL1358 + 62 (z = 0,33). Po raz pierwszy od 1964 roku, obiekt inny niż kwazar był najbardziej odległym znanym we Wszechświecie. |
| PC 1247-3406                                                                                      | kwazar                                | 1991 – 1997            | z = 4,897                                                                                  | [ 89 ] [ 102 ] [ 103 ] [ 104 ] [ 105 ] |
| PC 1158+4635                                                                                      | kwazar                                | 1989 – 1991            | z = 4,73                                                                                   | [ 89 ] [ 105 ] [ 106 ] [ 107 ] [ 108 ] [ 109 ] |
| Q0051-279                                                                                         | kwazar                                | 1987 – 1989            | z = 4,43                                                                                   | [ 110 ] [ 106 ] [ 109 ] [ 111 ] [ 112 ] [ 113 ] |
| Q0000-26 (QSO B0000-26)                                                                           | kwazar                                | 1987                   | z = 4,11                                                                                   | [ 110 ] [ 106 ] [ 114 ] |
| PC 0910+5625 (QSO B0910+5625)                                                                     | kwazar                                | 1987                   | z = 4,04                                                                                   | Był to drugi kwazar o przesunięciu ku czerwieni większym od 4. |
| Q0046–293 (QSO J0048-2903)                                                                        | kwazar                                | 1987                   | z = 4,01                                                                                   | [ 110 ] [ 106 ] [ 115 ] [ 117 ] [ 118 ] |
| Q1208+1011 (QSO B1208+1011)                                                                       | kwazar                                | 1986 – 1987            | z = 3,80                                                                                   | Grawitacyjnie soczewkowany podwójny kwazar; od chwili odkrycia do roku 1991 separacja kątowa między dwoma jego obrazami była najmniejszą znaną i wynosiła 0,45″. |
| PKS 2000-330 (QSO J2003-3251, Q2000-330)                                                          | kwazar                                | 1982 – 1986            | z = 3,78                                                                                   | [ 115 ] [ 121 ] [ 122 ] |
| OQ172 (QSO B1442+101)                                                                             | kwazar                                | 1974 – 1982            | z = 3,53                                                                                   | [ 123 ] [ 124 ] [ 125 ] |
| OH471 (QSO B0642+449)                                                                             | kwazar                                | 1973 – 1974            | z = 3,408                                                                                  | Media nazwały go „blaskiem wyznaczającym krawędź wszechświata”. |
| 4C 05.34                                                                                          | kwazar                                | 1970 – 1973            | z = 2,877                                                                                  | Jego poczerwienienie było znacznie większe niż w przypadku poprzedniego rekordu, w związku z czym podejrzewano, iż pomiar był błędny. |
| 5C 02.56 (7C 105517.75+495540.95)                                                                 | kwazar                                | 1968 – 1970            | z = 2,399                                                                                  | [ 101 ] [ 131 ] [ 132 ] |
| 4C 25.05 (4C 25.5)                                                                                | kwazar                                | 1968                   | z = 2,358                                                                                  | [ 101 ] [ 131 ] [ 133 ] |
| PKS 0237-23 (QSO B0237-2321)                                                                      | kwazar                                | 1967 – 1968            | z = 2,225                                                                                  | [ 129 ] [ 133 ] [ 134 ] [ 135 ] [ 136 ] |
| 4C 12.39 (Q1116+12, PKS 1116+12)                                                                  | kwazar                                | 1966 – 1967            | z = 2,1291                                                                                 | [ 101 ] [ 136 ] [ 137 ] [ 138 ] |
| 4C 01.02 (Q0106+01, PKS 0106+1)                                                                   | kwazar                                | 1965 – 1966            | z = 2,0990                                                                                 | [ 101 ] [ 136 ] [ 137 ] [ 139 ] |
| 3C 9                                                                                              | kwazar                                | 1965                   | z = 2,018                                                                                  | [ 136 ] [ 140 ] [ 141 ] [ 142 ] [ 143 ] [ 144 ] |
| 3C 147                                                                                            | kwazar                                | 1964 – 1965            | z = 0,545                                                                                  | [ 145 ] [ 146 ] [ 147 ] [ 148 ] |
| 3C 295                                                                                            | radiogalaktyka                        | 1960 – 1964            | z = 0,461                                                                                  | [ 94 ] [ 101 ] [ 144 ] [ 149 ] [ 150 ] |
| LEDA 25177 (MCG+01-23-008)                                                                        | najjaśniejsza galaktyka klastra (BCG) | 1951 – 1960            | z = 0,2 (V = 61 000 km/s)                                                                  | Ta galaktyka znajduje się w Supergromadzie w Centaurze, jest jednocześnie BCG słabszej gromady w Hydrze Cl 0855+0321 (ACO 732). |
| LEDA 51975 (MCG+05-34-069)                                                                        | najjaśniejsza galaktyka klastra       | 1936 –                 | z = 0,13 (V = 39 000 km/s)                                                                 | Galaktyka eliptyczna o jasności 17,8 w gromadzie Wolarza (ACO 1930). Jej prędkość recesyjna zmierzona w 1936 roku przez Miltona L. Humasona to 40 000 km/s. |
| LEDA 20221 (MCG+06-16-021)                                                                        | najjaśniejsza galaktyka klastra       | 1932 –                 | z = 0,075 (V = 23 000 km/s)                                                                | Najjaśniejsza galaktyka w gromadzie Bliźniąt (ACO 568) |
| BCG w gromadzie W.M.H. Christiego w Lwie                                                          | najjaśniejsza galaktyka klastra       | 1931 – 1932            | z = (V = 19 700 km/s)                                                                      | [ 158 ] [ 159 ] [ 160 ] [ 161 ] |
| BCG w gromadzie Baadego w Wielkiej Niedźwiedzicy                                                  | najjaśniejsza galaktyka klastra       | 1930 – 1931            | z = (V = 11 700 km/s)                                                                      | [ 161 ] [ 162 ] |
| NGC 4860                                                                                          | galaktyka                             | 1929 – 1930            | z = 0,026 (V = 7800 km/s)                                                                  | [ 162 ] [ 163 ] [ 164 ] |
| NGC 7619                                                                                          | galaktyka                             | 1929                   | z = 0,012 (V = 3779 km/s)                                                                  | Po dokonaniu pomiarów przesunięcia ku czerwieni, jej wartość dla NGC 7619 była największa w chwili pomiaru. W czasie ogłoszenia nie została jeszcze zaakceptowana jako ogólny wyznacznik odległości, ale jeszcze w tym samym roku Edwin Hubble opisał relację między przesunięciem ku czerwieni a odległością; stała się ona wówczas powszechnie akceptowanym dystansem. |
| NGC 584                                                                                           | galaktyka                             | 1921 – 1929            | z = 0,006 (V = 1800 km/s)                                                                  | Ówcześnie „mgławice” nie były jeszcze uznawane za odrębne galaktyki. Jednak od 1923 galaktyki były już przeważnie uznawane za obiekty znajdujące się poza Drogą Mleczną. |
| M104 (NGC 4594)                                                                                   | galaktyka                             | 1913 – 1921            | z = 0,004 (V = 1180 km/s)                                                                  | Druga galaktyka, której przesunięcie ku czerwieni zostało obliczone; pierwszą była Galaktyka Andromedy, która zbliża się do naszej galaktyki i tym samym jej przesunięcie ku czerwieni nie może być użyte do określenia odległości. Obu pomiarów dokonał Vesto Slipher. W tamtym czasie „mgławice” nie były jeszcze uznawane za odrębne galaktyki. Początkowe pomiary prędkości NGC 4594 wyniosły 1000 km/s, a następnie skorygowane do wartości 1100, i ostatecznie do 1180 km/s w roku 1916.                        |
| Arktur (alfa Bootis)                                                                              | gwiazda                               | 1891 – 1910            | 160 ly (18 mas) (bardzo nieprecyzyjny pomiar; rzeczywista wartość to 37 ly)                | Ta liczba jest nieprawidłowa. Pierwotnie ogłoszona w 1891 r., została skorygowana w roku 1910 na 40 lat świetlnych (60 mas). Od 1891 do 1910 r. uważano, że była to gwiazda z najmniejszą znaną paralaksą i zarazem najbardziej odległa gwiazda, której odległość była znana. Przed 1891 r. Arktur był zarejestrowany z paralaksą 127 mas |
| Kapella (alfa Aurigae)                                                                            | gwiazda                               | 1849 –                 | 72 ly (46 mas)                                                                             | [ 175 ] [ 176 ] [ 177 ] |
| Polaris (alfa Ursae Minoris)                                                                      | gwiazda                               | 1847 – 1849            | 50 ly (80 mas) (pomiar bardzo nieprecyzyjny, w rzeczywistości to ok. 375 ly)               | [ 178 ] [ 179 ] |
| Wega (alfa Lyrae)                                                                                 | gwiazda (składnik układu podwójnego)  | 1839 – 1847            | 7,77 pc (125 mas)                                                                          | [ 178 ] |
| 61 Cygni                                                                                          | gwiazda podwójna                      | 1838 – 1839            | 3,48 pc (313,6 mas)                                                                        | Pierwsza gwiazda poza Słońcem, której odległość została zmierzona. |
| Uran                                                                                              | planeta Układu Słonecznego            | 1781 – 1838            | 18 au                                                                                      | Uran był ostatnią planetą, której odkrycie nastąpiło przed pierwszym udanym pomiarem paralaksy. Ustalono wówczas, iż gwiazdy znajdowały się znacznie dalej niż planety. |
| Saturn                                                                                            | planeta Układu Słonecznego            | 1619 – 1781            | 10 au                                                                                      | Z III prawa Keplera ostatecznie wywnioskowano, iż Saturn jest w rzeczywistości najbardziej oddaloną „klasyczną” planetą, ponadto obliczono jego odległość. Poprzednio jedynie przypuszczano to w przypadku Saturna, gdyż miał on najdłuższy okres orbitalny i spowolniony ruch orbitalny spośród znanych wówczas planet. Ustalono wówczas, iż gwiazdy znajdowały się znacznie dalej niż planety. |
| Mars                                                                                              | planeta Układu Słonecznego            | 1609 – 1619            | 2,6 au gdy Mars znajduje się w opozycji do Ziemi                                           | Kepler prawidłowo scharakteryzował orbity Marsa i Ziemi w publikacji „Astronomia nova”. Przypuszczano wówczas, że konkretne gwiazdy znajdowały się znacznie dalej niż planety. |
| Słońce                                                                                            | gwiazda                               | III wiek p.n.e. – 1609 | 380 promieni Ziemi (bardzo niedokładny pomiar, rzeczywista wartość: 16 000 promieni Ziemi) | Arystarch z Samos dokonał pomiaru odległości Słońca od Ziemi w odniesieniu do odległości Księżyca od Ziemi. Odległość do Księżyca została opisana w promieniach Ziemi (obliczona na 20 promieni, zatem niedokładnie). Średnica Ziemi została wcześniej obliczona. W tamtych czasach zakładano, że niektóre z planet znajdują się dalej, ale ich odległości nie można było zmierzyć. Kolejność planet była jedynie przypuszczeniem, dopóki Kepler nie określił odległości od Słońca czterech planet innych niż Ziemia. |
| Księżyc                                                                                           | naturalny satelita Ziemi              | III wiek p.n.e         | 20 promieni Ziemi (bardzo niedokładny pomiar, rzeczywista wartość: 64 promieni Ziemi)      | Arystarch z Samos dokonał pomiaru odległości Księżyca od Ziemi. Średnica Ziemi została wcześniej obliczona. |
| * z oznacza przesunięcie ku czerwieni. - mas oznacza paralaksę mierzoną w milisekundach kątowych. |                                       |                        |                                                                                            | |

## Chronologiczny wykaz obserwacji najodleglejszych obiektów
Lista ta zawiera najbardziej odległe obiekty z uwzględnieniem roku ich odkrycia, a nie roku ustalenia ich odległości. Obiekt mógł być odkryty i opisany (lub przynajmniej nazwany), lecz dopiero w późniejszym czasie ustalono, iż był najbardziej odległym znanym obiektem w chwili odkrycia. Przykładowo, OJ 287 nie został uwzględniony, mimo iż został odkryty już w 1891 za pomocą płyt fotograficznych, lecz został zignorowany do czasu nadejścia ery radioteleskopów.
| Rok odkrycia   | Współczesna droga przebyta przez światło (Mly) | Obiekt              | Typ                             | Odkryty za pomocą      | Pierwsza obserwacja       |
| -------------- | ---------------------------------------------- | ------------------- | ------------------------------- | ---------------------- | ------------------------- |
| 964            | 2,5                                            | Galaktyka Andromedy | galaktyka spiralna              | gołe oko               | Abd Al-Rahman Al Sufi     |
| 1654           | 3                                              | Galaktyka Trójkąta  | galaktyka spiralna              | refraktor              | Giovanni Batista Hodierna |
| 1779           | 68                                             | Messier 58          | galaktyka spiralna z poprzeczką | refraktor              | Charles Messier           |
| 1785           | 76,4                                           | NGC 584             | galaktyka                       |                        | William Herschel          |
| 1880s          | 206 ± 29                                       | NGC 1               | galaktyka spiralna              |                        | Dreyer, Herschel          |
| 1959           | 2400                                           | 3C 273              | kwazar                          | Radioteleskop w Parkes | Maarten Schmidt, Bev Oke  |
| 1960           | 5000                                           | 3C 295              | radiogalaktyka                  | Obserwatorium Palomar  | Rudolph Minkowski         |
| Brakujące dane |                                                |                     |                                 |                        |                           |
| 2009           | 13 000                                         | GRB 090423          | protoplasta GRB                 | Swift (misja GRB)      | H. Krimm et al.           |